# Læsø Rende (Schiff)
Das ehemals dänische Feuerschiff Læsø Rende dient heute dem Heikendorfer Yachtclub HYC'86 als schwimmendes Vereinsheim.

## Fyrskib No XV
Die Kiellegung des Feuerschiffs erfolgte am 14. Juni 1886 auf der De forenede Oplagspladser og Værfter in Kopenhagen, Stapellauf war am 4. Januar 1887, abgeliefert wurde es am 13. Juni 1888.
Das als Fyrskib No XV (Feuerschiff Nummer 15) aus Eichenholz gebaute Schiff hatte keinen eigenen Antrieb, es wurde von Schleppern auf seinen jeweiligen Ankerplatz geschleppt. Insgesamt wurden 17 Schiffe dieses Typs in Kopenhagen gebaut. Als Besatzung waren 7–8 Männer an Bord. Das Schiff war bis 1971 auf verschiedenen Positionen im Einsatz, zwischen 1937 und Ende 1964 lag es, abgesehen von einigen Werftaufenthalten, auf der Position Læsø Rende (N57° 17' 33", E10° 41' 20") im Kattegat zwischen Jütland und der Insel Læsø. Seit 1965 steht hier der 26 Meter hohe Leuchtturm Læsø Rende Fyr.

## Geschichte Museumsschiff

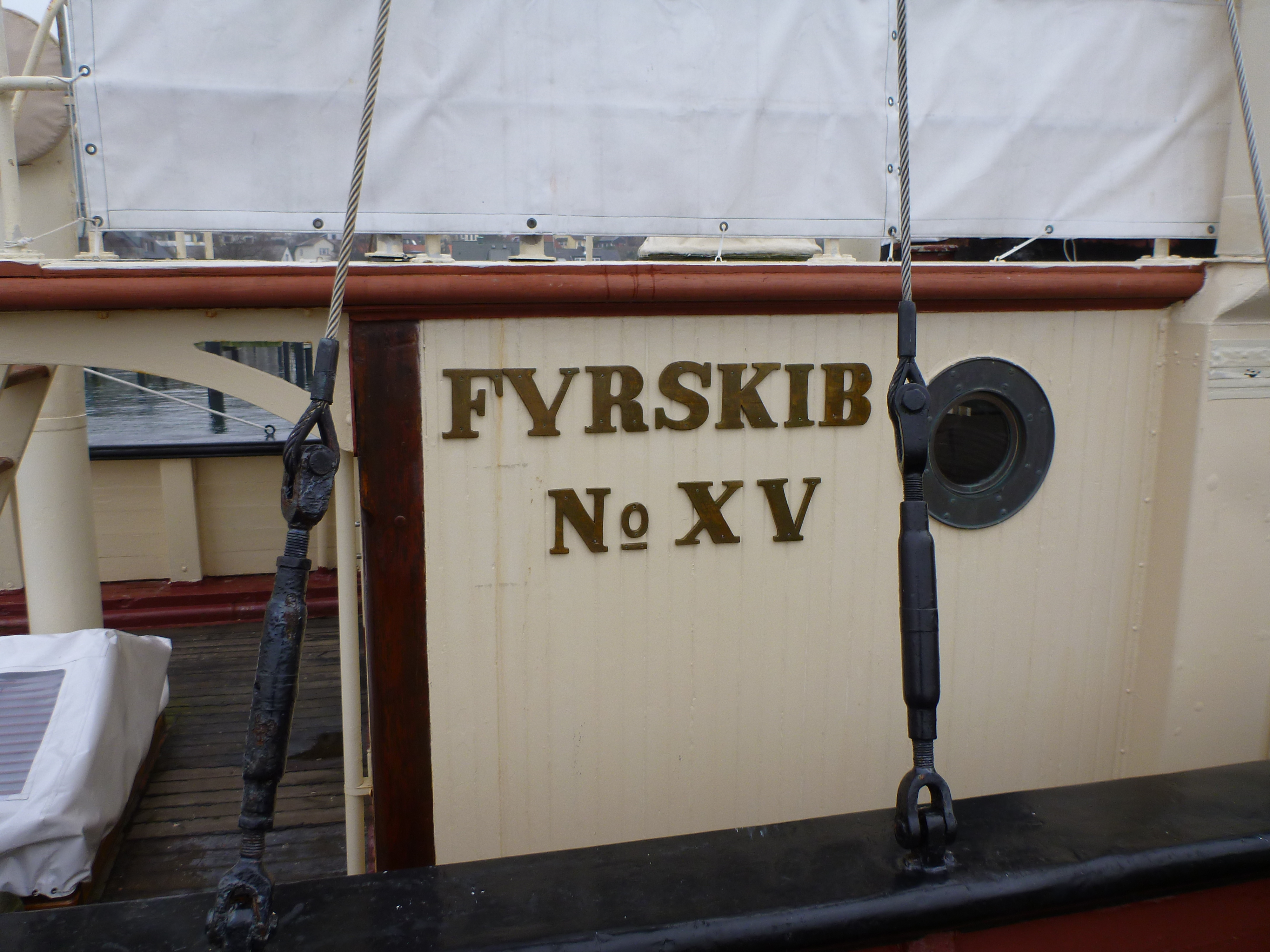
Fyrskib No XV

Nach Außerdienststellung wurde die Læsø Rende im selben Jahr im dänischen Feuerschiffmagazin aufgelegt. 1974 wurde das Schiff an die dänische Stadt Haderslev verkauft. Dort sollte es als Jugendprojekt Verwendung finden, allerdings missglückte der Versuch, das Schiff mit Jugendlichen umzubauen.
1986 wurde es vom Heikendorfer Yachtclub von der Stadt Haderslev für 90.000 DM gekauft und im November des gleichen Jahres in die Kieler Bucht geschleppt, wo es seitdem im Möltenorter Hafen liegt. Bis zum Frühjahr 1989 wurde es durch ABM-Kräfte detailgetreu restauriert. Der ehemalige Generatorenraum im Mittelschiff wurde dabei in einen maritim hergerichteten Salon verwandelt. Alle anderen Räume blieben originalgetreu erhalten.

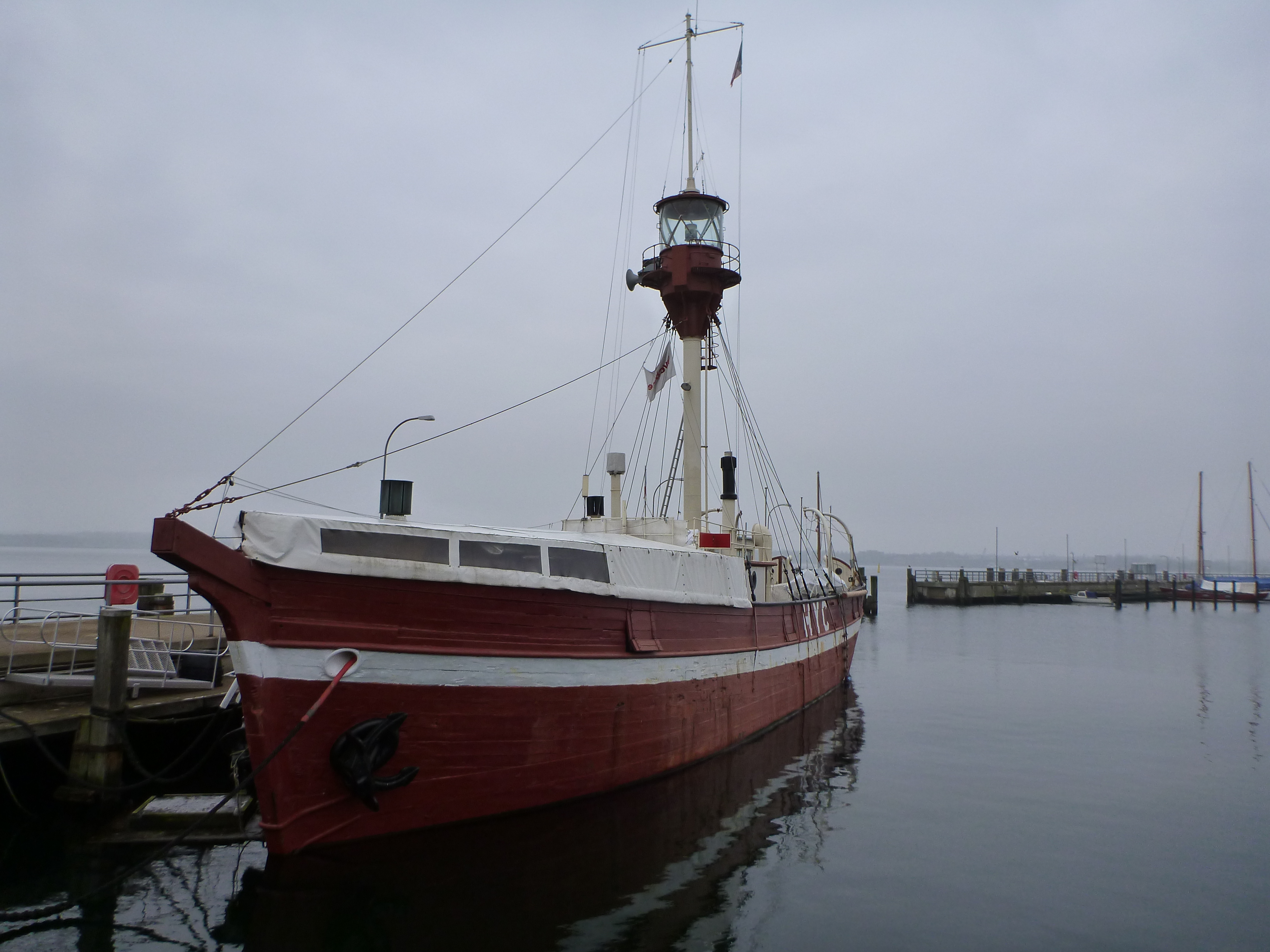
Bug der Læsø Rende